# 郑新立
郑新立（1945年2月—），汉族，河南唐河人，中国经济学家，主要研究领域为宏观经济理论与政策，参加了中共十六届至十七届一系列重要文件的起草工作。第十一届全国政协委员。加入中国共产党，担任第十一届全国政协经济委员会副主任、中共中央政策研究室副主任（2000年6月-2009年3月）。2008年，当选第十一届全国政协委员，代表中国共产党，分入第二组。并担任经济委员会副主任。
1970年毕业于北京钢铁学院采矿系。1981年取得中国社会科学院研究生院工业经济系经济学硕士。

## 头衔
- 中国国际经济交流中心常务副理事长、博士后工作站指导老师
- 中国工业经济学会会长
- 中国社会科学院研究生院政府政策系博士生导师
- 国家信息中心博士后工作站指导老师